# Circomphalus strigillinus
Circomphalus strigillinus är en musselart som först beskrevs av Dall 1902.  Circomphalus strigillinus ingår i släktet Circomphalus och familjen venusmusslor. Inga underarter finns listade i Catalogue of Life.